# Jean-Claude Pascal
Jean-Claude Pascal (n. 24 octombrie 1927, Paris, Île-de-France, Franța – d. 5 mai 1992, Clichy, Île-de-France, Franța) pe numele real Jean-Claude Villeminot, a fost un designer vestimentar, cântăreț și actor francez care a câștigat concursul muzical Eurovision 1961 reprezentând Luxemburgul cu piesa Nous les amoureux (Noi, îndrăgostiții).

## Filmografie selectivă
- 1954 Le Grand Jeu, regia Robert Siodmak : Pierre Martel
- 1960 Pescuitori în apă tulbure (Les Arrivistes), regia Louis Daquin : Philippe Brideau
- 1961 Întâlnirea (Le rendez-vous), regia Jean Delannoy : Pierre
- 1967 Cele patru nunți ale lui Marisol (Les Quatre mariages de Marisol) de Luis Lucia : Frank Moore
- 1968 Angelica și sultanul (Angélique et le Sultan), de Bernard Borderie : Osman Ferradji